# Прохоренков, Виктор Иванович
Ви́ктор Ива́нович Прохоре́нков (18 ноября 1949, Ярцево, Смоленская область — 26 февраля 2015, Красноярск) — советский и российский дерматовенеролог, ректор Красноярской государственной медицинской академии (1994—2004), заслуженный врач Российской Федерации.

## Биография
В 1972 году окончил лечебный факультет Красноярского государственного медицинского института, до 1975 года по распределению работал врачом-дерматовенерологом и заведующим поликлиникой Шагонарской районной больницы (Тувинская АССР). Кандидат медицинских наук (1980), доктор медицинских наук (1989).
1975—1978 гг. — аспирант кафедры дерматовенерологии Красноярского государственного медицинского института,
1978—1980 гг. — главный врач кожно-венерологического диспансера № 2 Красноярска,
1981 г. — ассистент кафедры дерматовенерологии Красноярского государственного медицинского института,
1985—1994 гг. — деканом факультета усовершенствования врачей,
1987—1994 гг. — заведующий кафедры дерматовенерологии Красноярского государственного медицинского института,
1994 г. — проректор по лечебной работе,
20 апреля 1994—2004 гг. — ректор Красноярской государственной медицинской академии.
Затем — заведующий кафедрой дерматовенерологии с курсом косметологии и постдипломного образования Красноярского государственного медицинского университета.
Основные исследования посвящены изучению механизма ранних иммунных изменений в коже при воздействии профессиональных факторов. Ученым были разработаны критерии ранней диагностики аллергических дерматозов с применением контактной биомикроскопии кожи, микролюминесцентного анализа, а также методы иммунокорригирующей терапии. Полученные данные позволили ему сформулировать научную концепцию в области дерматологии — о патогенетической взаимосвязи контактных аллергических дерматозов, обусловленных аллергическими факторами (аллергический дерматит — контактная — истинная экзема).
Автор более четырёхсот пятидесяти научных трудов в том числе девятнадцати монографий, патентов и руководств. Под его научным руководством защищено тридцать две кандидатских и три докторских диссертаций.
Являлся членом редколлегий журналов: «Вестник дерматологии и венерологии» (Москва), «Клиническая дерматология и венерология», «Сибирский медицинский журнал», «Инфекции, передаваемые половым путём» (Москва), «Сибирское медицинское обозрение» (Красноярск), «Сибирский медицинский бюллетень» (Томск).
Членом Европейской академии дерматовенерологии (1997).

## Основные работы
- Контактные аллергические дерматозы, монографии (1993);
- Экзема. Вопросы иммунокорригирующей терапии (1994);
- Современные аспекты нейросифилиса (1999);
- Профессиональные болезни, руководство в двух томах (1996) в соавторстве (в соавт.);
- Инфекции, передаваемые половым путём, атлас (1998);
- Дерматологическая синдромология, справочник (1999);
- Сифилис, иллюстрированное руководство для врачей (2002),
- Буллезные дерматозы (вопросы клинико-морфологической диагностики и морфогенеза по данным электронной и атомно-силовой микроскопии).

## Награды и звания
- Заслуженный врач Российской Федерации (1999)[3];
- Заслуженный деятель науки республики Бурятия (2001);
- Заслуженный врач республики Тува;
- Почётный гражданин города Красноярска;
- Медаль «За доблестный труд» (1999);
- Золотая медаль Альберта Швейцера (2000) (Польской академии медицины);
- Серебряная медаль им. C. П. Капицы (2000);
- Почётный член Польской академии медицинских наук (2000).